# New Moon
《New Moon》是台灣男子音樂團體Ozone的首張華語流行音樂錄音室專輯，在2024年9月13日由台灣索尼音樂娛樂發行數位版本，並於同年10月4日發行實體版本，這張專輯共收錄20首歌曲，包含18首出道至今發行歌曲以及2首新歌曲，並且是他們出道兩周年的紀念專輯。這張專輯在數位發行後登上台灣KKBOX華語專輯榜冠軍。

## 發行歷史
| 發行地區 | 發行日期      | 格式                      | 廠牌 | 參考        |
| -------- | ------------- | ------------------------- | ---- | ----------- |
| 全球     | 2024年9月13日 | 數位下載 串流             | 索尼 | [ 2 ]       |
| 台灣     | 2024年10月8日 | 預購限定精裝版 正式平裝版 | 索尼 | [ 3 ] [ 4 ] |